# Primus Lessiak
Primus Lessiak (* 5. März 1878 in Köttmannsdorf, Kärnten; † 26. Jänner 1937 in Klagenfurt-St. Martin) war ein österreichischer Altgermanist, Sprachforscher, Dialektgeograph, Namenforscher, der als Universitätsprofessor in Freiburg (Schweiz), Prag und Würzburg wirkte. Er war bahnbrechend in der Dialektgeographie und der polyglotten Toponomastik.

## Leben
Lessiak (sprich „Lessíak“) ist im gemischtsprachigen Gebiet Kärntens geboren und aufgewachsen. Der Name seines Vaters, eines Volksschullehrers, ebenso wie der Geburtsname seiner Mutter, Josefine Sablatnig, sind slowenischer Herkunft. Die Lesiaks – sein Onkel Primus Lesiak, Pörtschacher Bürgermeister, Feuerwehrobmann und Gaststättenbesitzer, schrieb sich mit nur einem S – waren eine alteingesessene Familie in Pörtschach am Wörthersee.
Primus Lessiak besuchte die Volksschule in Köstenberg bei Velden am Wörther See und in Klagenfurt, anschließend das Gymnasium in Klagenfurt. Er studierte von 1898 bis 1902 Anglistik und Germanistik in Wien u. a. bei Richard Heinzel, Carl von Kraus und Max Hermann Jellinek, dem Sohn des Oberrabbiners von Wien Adolf Jellinek, dazwischen zwei Semester in Leipzig bei Eduard Sievers. Er war als Schüler Mitglied der schlagenden Pennäler-Burschenschaft Tauriska in Klagenfurt und dann Gründungsbursch der Akademischen Landsmannschaft Kärnten zu Wien. Im Anschluss an die Reifeprüfung hatte Lessiak 1897/98 als Einjährig-Freiwilliger gedient, daher musste er als Reserveoffizier während des Ersten Weltkrieges 1916 bis zum Kriegsende von der Prager Lehrkanzel an die Front.
1903 hatte Lessiak die Lehramtsprüfung für höhere Schulen (damals „Mittelschulen“) abgelegt und bei Heinzel mit einer Dissertation über Die Mundart von Pernegg in Kärnten (Laut und Flexionslehre) promoviert. Die Arbeit „besticht einerseits durch die souveräne, weit über das unmittelbare Forschungsgebiet hinausgehende Materialübersicht, die einen ersten Versuch zur Grobgliederung der bayerisch-österreichischen Mundarten und einer Einordnung der kärntnerischen darstellt. […] Vor allem aber ist der methodische Fortschritt wichtig, der durch die systematische Einbeziehung und Interpretation der deutschen Lehnwörter in die slowenischen (windischen) Mundarten Kärntens und umgekehrt der slowenischen Entlehnung (insbesondere Ortsnamen) ins Deutsche erzielt wurde. Damit war ein unschätzbarer Quellenbereich für die Lautgeschichte hinzu gewonnen.“
Nach drei Unterrichtsjahren an Wiener und Prager Schulen erfolgte 1906 Lessiaks Habilitation an der Deutschen Universität Prag zum Privatdozenten für Ältere deutsche Sprache und Literatur, Phonetik und moderne Dialektkunde auf Grund seiner Beiträge zur Dialektgeographie der österreichischen Alpenländer. Im selben Jahr erfolgte bereits seine Berufung als Ordinarius für Germanische Philologie an die Universität Fribourg-Freiburg in der Schweiz, wo er der Studentischen Vereinigung Die Rodensteiner beitrat. In Freiburg suchte ihn auch Anton Pfalz wegen praktischer Fragen der Mundartforschung auf, ehe dieser in die Wiener Wörterbuchkanzlei eintrat. 1911 erhielt Lessiak einen Ruf als Ordinarius für Ältere deutsche Sprache und Literatur an die Deutsche Universität Prag und arbeitete gleichzeitig an der Wörterbuchkanzlei bei der Kaiserlichen Akademie der Wissenschaften in Wien zur Herausgabe des Bayerisch-österreichischen Wörterbuches mit. Als er aber zu deren Leiter bestellt werden sollte, musste er dies wegen seiner Erkrankung an Encephalitis Lethargica , die zwischen 1917 und 1928 als Epidemie Europa heimsuchte, absagen, denn die Erkrankung führte ab 1921 zur Lähmung seiner Sprechwerkzeuge und teilweise auch der Beine. Zuvor war Lessiak 1920 noch als ordentlicher öffentlicher Professor für Deutsche Philologie an die Universität Würzburg berufen worden, doch musste er sich dort 1922 pensionieren lassen. Er lebte dann, gepflegt von seiner Frau Hedwig, 15 Jahre schwerstbehindert in Winklern bei Pörtschach in der Lesiak-Villa, wo ihn Wissenschaftler aus Europa aufsuchten und wo er weiter arbeitete, so weit er dies noch vermochte. Seine Arbeit wurde von Eberhard Kranzmayer fortgeführt.
Im Jahr 1971 wurde in Wien-Donaustadt (22. Bezirk) die Lessiakgasse nach ihm benannt.

## Bedeutung

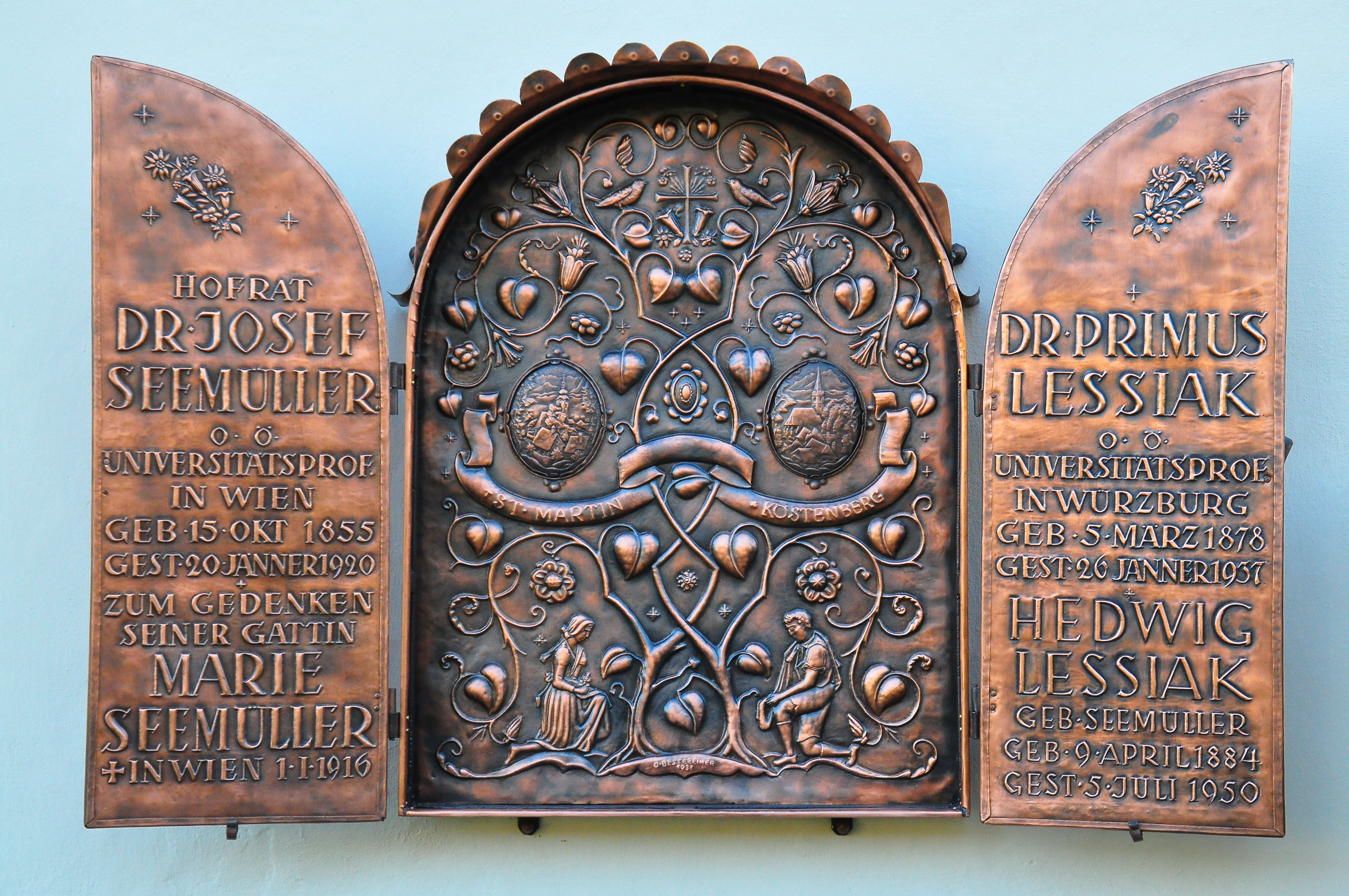
Grabtafel für den Primus Lessiak an der Vorhalle der Pfarrkirche Sankt Martin, XII. Bezirk „Sankt Martin“ von Klagenfurt, Landeshauptstadt von Kärnten, Österreich

Lessiak war bahnbrechend in der Dialektgeographie und der polyglotten Namenkunde.
Während der Zeit als Professor in Prag unternahm Lessiak in Verbindung mit der Wiener Akademie der Wissenschaften eine Reihe von Feldforschungsreisen, um Dialektphonogramme in den südbairischen Sprachinseln in Oberkrain aufzunehmen, deren Besiedlung von Tirol her er so nachzuweisen vermochte, und mit Anton Pfalz begab er sich 1912 mit schwerem Gerät auf Mauleseln auf die Hochebene der Sieben Gemeinden im damaligen Welsch-Tirol (Provinz Trient), um mittels eines Phonographen zur Schall-Aufzeichnung auf Wachsplatten Phonogrammaufnahmen auch des Zimbrischen zu erstellen, die heute noch existieren. Dadurch gehört das Zimbrische der Sieben Gemeinden zu jenen privilegierten Sprachen, von denen bereits aus so früher Zeit authentische Tonbandaufnahmen existieren. Seine Forschungstätigkeit auf dem Gebiet der Dialektgeographie und Namenforschung wurde durch die Berufung als Mitglied mehrerer wissenschaftlicher Gesellschaften geehrt: 1908 machte ihn die Gesellschaft für deutsche Sprache in Zürich zum „auswärtigen“, 1915 zum „ordentlichen Mitglied“; die Gesellschaft zur Förderung deutscher Wissenschaft, Kunst und Literatur in Böhmen machte ihn 1920 zum „korrespondierenden Mitglied“ und der Geschichtsverein für Kärnten zu seinem Ehrenmitglied, und im selben Jahr 1920 wurde er auch korrespondierendes Mitglied der Akademie der Wissenschaften in Wien.
„Die Vertrautheit mit den slowenischen Mundarten und ihrer Geschichte einerseits und die gründliche Kenntnis der deutsch-mundartlichen Verhältnisse andererseits erlaubten es Lessiak, das neue Instrumentarium einer polyglotten Dialektologie mit Meisterschaft zu handhaben.“ Es ist ihm jedoch seither auch der Vorwurf gemacht worden, als linguistischer Propagandist für das deutsche Volkstum dadurch gewirkt zu haben, dass seine Forschungsergebnisse zur Argumentation beigetragen hätten, die Sprache der sogenannten Windischen in Kärnten habe nur noch wenig mit dem Slowenischen südlich der Karawankengrenze gemein, der Unterschied sei sehr groß, gegenseitiges Verständnis sei schwierig, die Kärntner slowenischen Dialekte seien schon lange Zeit eine Mischsprache.

## Veröffentlichungen
- Die Mundart von Pernegg in Kärnten (Laut und Flexionslehre). Diss. Wien (= Beiträge zur Geschichte der deutschen Sprache und Literatur [PBB] 28 (1903)), S. 1–227. Nachdruck: Deutsche Dialektgeographie 61, Elwert Verlag, Marburg 1963, ISBN 978-3-487-14027-8.
- Beiträge zur Dialektgeographie der österreichischen Alpenländer.In: ZS für Mundarten Nr. 1 (1906), S. 308–315 und Nr. 4 (1909) S. 1–24.
- Alpendeutsche und Alpenslawen in ihren sprachlichen Beziehungen. In: Germanisch-Romanische Monatsschrift 2 (1910) S. 274–288.
- Der Vokalismus der Tonsilben in den deutschen Namen der ältesten kärntnischen Urkunden. In: Prager deutsche Studien 8 (1908), S. 241–272.
- Die Deutsche Mundart von Zarz in Oberkrain . A. Grammatik. Mit Ergänzungen v.Eberhard Kranzmayer und Annemarie Richter (= Kärntner Forschungen Band III.) Hermann Böhlaus Nachfolger. Weimar 1944. Nachdruck: Deutsche Dialektgeographie 50, Marburg 1959, ISBN 978-3-487-14014-8.
- Primus Lessiak, Eberhard Kranzmayer: Wörterbuch der deutschen Sprachinselmundart von Zarz/Sorica und Deutschrut/Rut in Jugoslawien. Hg. von Maria Hornung und Alfred Ogris (= Archiv für vaterländische Geschichte und Topographie Bd. 68) Verlag des Geschichtsvereins für Kärnten, Klagenfurt 1983
- Die kärntnischen Stationsnamen. Mit einer ausführlichen Einleitung über die kärntnische Ortsnamenbildung. In: Mitteilungen des Geschichtsvereines für Kärnten, Klagenfurt. Carinthia I, 1922, S. 1-124, abgerufen am 28. Oktober 2019.
- Die Einheit Kärntens im Lichte der Namenkunde und Sprache. Hg. Kärntner Heimatbund, Klagenfurt 1927².
- Beiträge zur Geschichte des deutschen Konsonantismus(= Schriften der Phil. Fakultät der Deutschen Universität in Prag 14), Verlag Rohrer, Brünn-Prag-Leipzig-Wien 1933
- Primus Lessiak, Anton Pfalz: Sprachproben aus den Sieben Gemeinden (Sette Comuni Vicentini), Italien. Mit einer Einführung in die Phonologie des klassischen Zimbrisch. In: 48. Mitteilung der Phonogramm-Archivs-Kommission bei der Kaiserlichen Akademie der Wissenschaften in Wien.(= Mitteilungen der Akademie der Wissenschaften in Wien XXXI) Wien 1918, S. 59–73.
- Primus Lessiak, Karl Liebleitner (Hrsg.): Im Schützengraben, Kärntner Soldaten-, Liebes- und Scherzlieder für unsere Soldaten. Österreichisches Volkslied-Unternehmen, Arbeitsausschuss Kärnten, Klagenfurt 1916.
- Herausgeber der Zeitschrift Teuthonista – Zeitschrift für deutsche Dialektforschung und Sprachgeschichte.